# Icchak Kacenelson

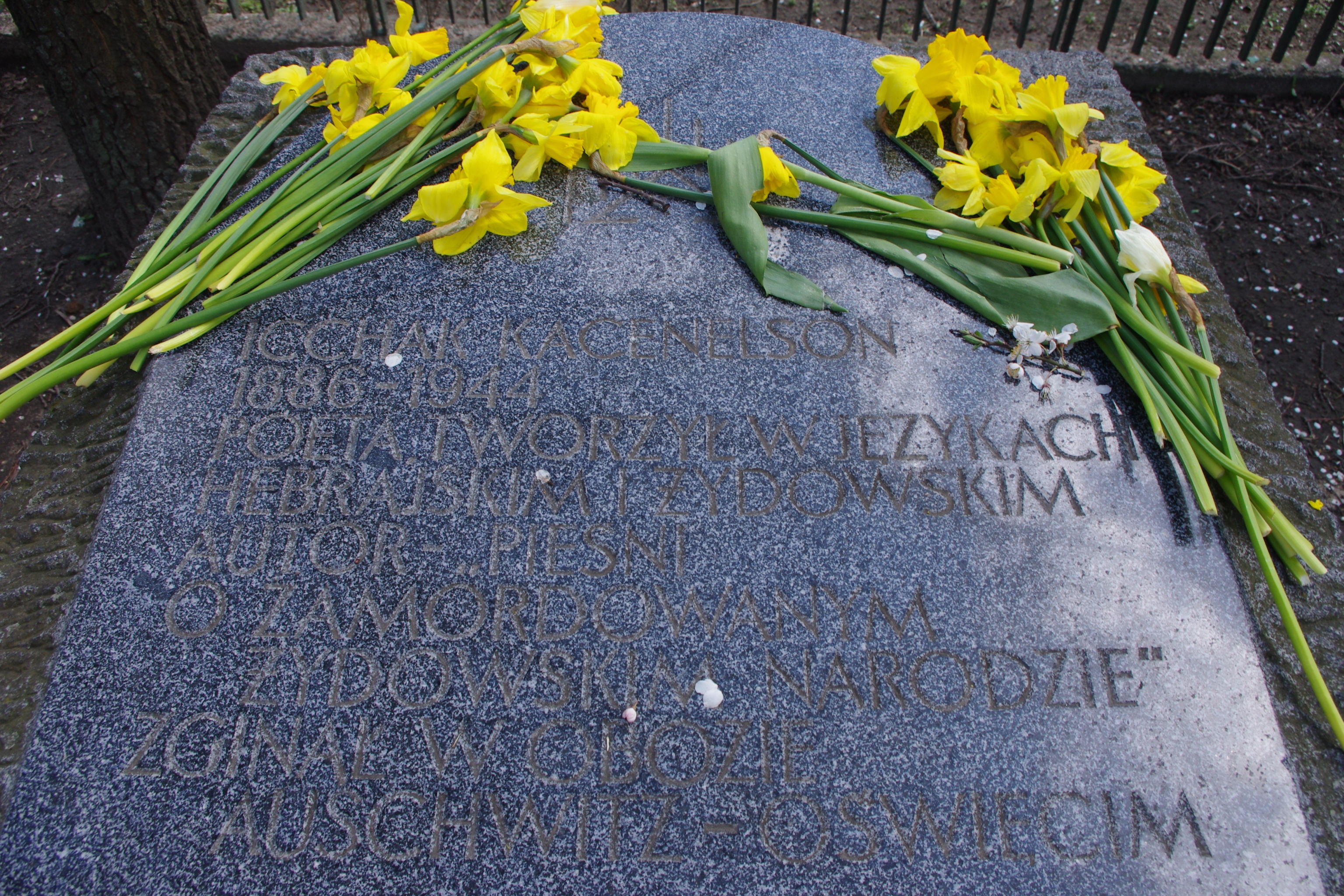
Kamienny blok Traktu Pamięci Męczeństwa i Walki Żydów upamiętniający Icchaka Kacenelsona

Icchak Kacenelson, jid. ‏יצחק קאַצענעלסאָן‎ (ur. 19 czerwca?/1 lipca 1886 w Koreliczach k. Nowogródka, zm. 1 maja 1944 w Auschwitz) – żydowski poeta i dramaturg tworzący w języku jidysz i hebrajskim, pedagog, tłumacz.

## Życiorys
Początkowo wychowywała go babka, mniej więcej od 6 roku życia mieszkał z ojcem Jakubem Beniaminem Kacenelsonem, literatem oraz dyrektorem chederów w Zgierzu i Łodzi, gdzie młody Icchak przez kolejne 6 lat pobierał nauki. Z uwagi na problemy finansowe przerwał naukę i rozpoczął pracę w fabryce włókienniczej. Debiutował w 1904. Do wybuchu II wojny światowej mieszkał w Łodzi, gdzie prowadził prywatną szkołę hebrajską i związał się z grupą Jung Idysz. W tym czasie tworzył też cieszące się popularnością pieśni, baśnie i utwory sceniczne dla dzieci i młodzieży, zebrane następnie i wydane w 1938.
W czasie okupacji niemieckiej znalazł się w getcie warszawskim, skąd jego żonę Chanę oraz dwóch synów Bencjona i Jomela deportowano w 1942 do obozu zagłady w Treblince. Należał do grupy tworzącej podziemne archiwum getta (Archiwum Ringelbluma). Mimo podeszłego wieku i braku broni odmówił ukrycia w bunkrze i zgłosił się z najstarszym synem Cwi do Icchaka Cukiermana, by walczyć. Dołączony do grupy bojowej ŻOB, uczestniczył w powstaniu w getcie. Następnie ukrywał się wraz z synem Cwi po „stronie aryjskiej”. W 1943 dzięki tzw. sprawie Hotelu Polskiego otrzymał paszport Hondurasu, wystawiony przez Grupę Ładosia, i wyjechał wraz z synem do obozu internowania w Vittel we Francji. Stamtąd zostali przetransportowani do obozu w Drancy, a następnie, 1 maja 1944, do obozu zagłady Auschwitz, gdzie tego samego dnia trafili do komory gazowej.
Był starszym bratem pedagoga Berla Kacenelsona.
Icchak Kacenelson został upamiętniony na jednym z kamiennych bloków warszawskiego Traktu Pamięci Męczeństwa i Walki Żydów przy ulicy Stawki. Na jego cześć nazwano także Muzeum Bojowników Getta w kibucu Lochame ha-Geta’ot w Izraelu.

## Twórczość
Jest uważany za twórcę nowoczesnego dramatu hebrajskiego. Do najwybitniejszych dzieł Kacenelsona należy hebrajski poemat dramatyczny Ha-Nawi (1922) i powstały w obozie w Vittel poemat w jidysz Dos lid fun ojsgehargetn jidiszn fołk (Pieśń o zamordowanym żydowskim narodzie) – świadectwo Zagłady spisane przez jej świadka i ofiarę, przetłumaczone na język polski w 1986 roku przez Jerzego Ficowskiego. Poemat powstawał przez dziesięć miesięcy, został ukryty w butelce i zakopany w ziemi.